# Oxy lỏng

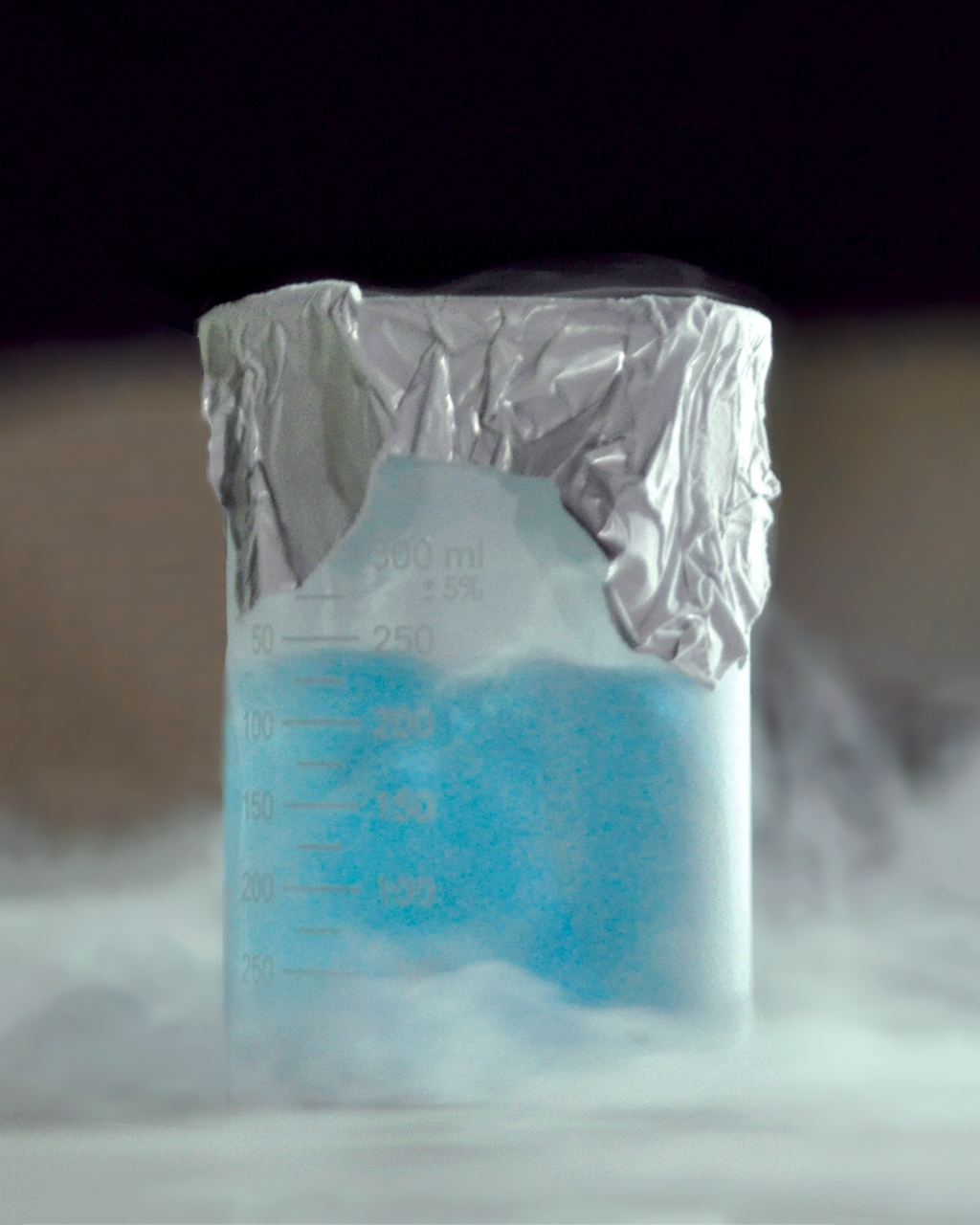
Oxy lỏng (O2) (chất lỏng màu xanh da trời nhạt) chứa trong cốc becher

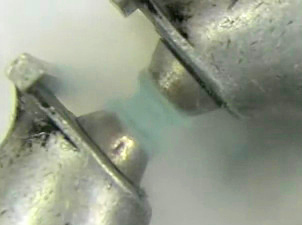
Khi oxy lỏng (O2) được đổ lên một nam châm mạnh từ cốc becher, oxy tạm thời lơ lửng giữa các cực nam châm do tính thuận từ của nó.

Oxy lỏng, đôi khi viết tắt là LOX hay LOXygen, là dạng lỏng màu xanh da trời nhạt trong suốt của dioxy O
2. Nó từng được sử dụng làm chất oxy hóa trong chiếc tên lửa nhiên liệu lỏng đầu tiên do Robert H. Goddard phát minh vào năm 1926, một ứng dụng vẫn còn được tiếp tục cho đến ngày nay.

## Đặc trưng vật lý
Oxy lỏng có màu xanh nhạt và có tính thuận từ mạnh mẽ, có thể lơ lửng giữa hai cực của một nam châm móng ngựa mạnh. Oxy lỏng có tỷ trọng 1,141 g/cm3 (1,141 kg / L) và được đông lạnh với một điểm đóng băng của 50,5 K (-368,77 °F; -222,65 °C) và điểm sôi 90,19 K (-297,33 °F, -182,96 °C) tại 101,325 kPa (760 mmHg). Oxy lỏng có tỷ lệ giản nở 1:861 ở 20 °C (68 °F); và vì điều này, nó được sử dụng trong một số máy bay thương mại và quân sự như một nguồn dưỡng khí.
Do tính chất đông lạnh, oxy lỏng có thể khiến các vật liệu nó chạm vào trở nên vô cùng dễ vỡ. Oxy lỏng cũng là một tác nhân oxy hóa rất mạnh mẽ: vật liệu hữu cơ sẽ đốt cháy nhanh chóng và mạnh mẽ trong oxy lỏng. Hơn nữa, nếu ngâm trong oxy lỏng, một số vật liệu như than bánh hay carbon đen có thể kích nổ đột ngột từ một nguồn lửa như ngọn lửa, tia lửa hoặc tác động từ thổi nhẹ. Chất hóa dầu thường thể hiện những hành vi này, bao gồm cả nhựa đường.

## Công dụng
- Sử dụng trong các tàu vũ trụ, tên lửa như một nguồn nhiên liệu (như tên lửa tên lửa V-2, tên lửa Soyuz,...)
- Sử dụng trên máy bay để cung cấp dưỡng khí cho phi công
- Sử dụng trên tàu ngầm để cung cấp dưỡng khí cho thủy thủ đoàn
- Hàn cắt kim loại
- Ứng dụng trong công nghệ luyện kim (xem: Lò luyện kim Bessemer)
- Sử dụng trong y khoa
- Ứng dụng trong các ngành công nghiệp khác